# Depressió d'Àfar
La depressió d'Àfar (també anomenada triangle d'Àfar) és una regió de la Banya d'Àfrica, on les plaques tectòniques africana i aràbiga s'estan separant, i té el seu origen en la Gran Vall del Rift. En aquesta regió es troba el punt més baix de tota Àfrica, el llac Assal, a 155 metres sota el nivell del mar.
El territori de la depressió ocupa part d'Eritrea, Etiòpia i Djibouti i, encara que és una zona activa de volcans, és més coneguda per les restes d'homínids fòssils, entre els quals es troba Lucy, un espècimen d'Australopithecus afarensis. Les terres baixes de la depressió d'Àfar estan dominades per la calor i la sequera.
El clima de la regió varia entre els 35 °C durant l'estació de les pluges (de setembre a març) i els fins a 60 °C que s'arriben a assolir durant la resta de l'any, considerada l'estació seca. Amb una temperatura mitjana anual de 47 °C, és considerat el lloc més càlid del món.

## Geologia
La depressió d'Àfar consisteix en un triple encavalcament de plaques tectòniques on les crestes en extensió que formen el mar Roig i el golf d'Aden emergeixen sobre la terra i es troben en la Gran Vall del Rift. Entre setembre i octubre de 2005, 2,5 km³ de roca fosa van ser injectats dins de la placa al llarg d'un dic a profunditats de 2 i 9 km; això va forçar l'aparició d'una obertura de 8 metres d'ample a la superfície. Es pronostica que en 10 milions d'anys, els fenòmens geològics acabaran per fer desaparèixer la Banya d'Àfrica.

## Naixement d'un nou mar

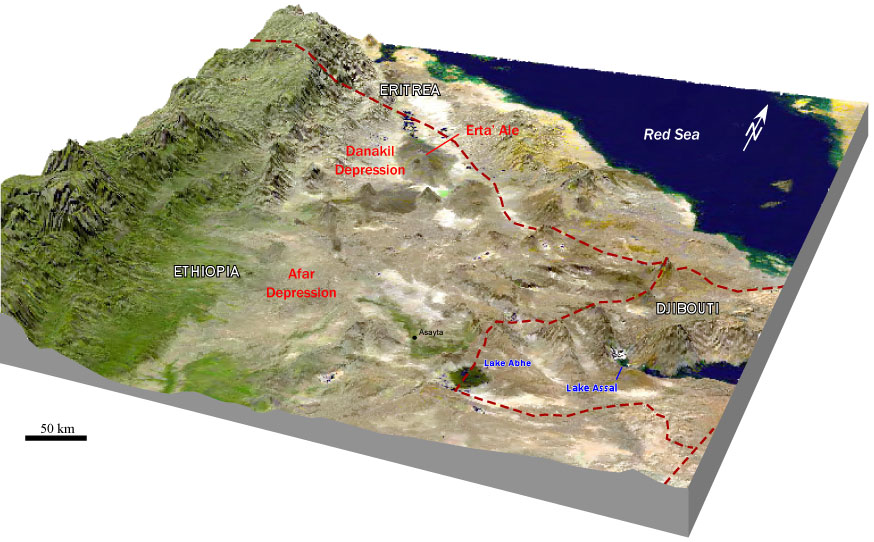
Vista en perspectiva de la depressió de Afar i zones properes, generada mitjançant models digitals a partir d'imatges Landsat.

El fons de la depressió d'Àfar, on se situa el llac Abbe amb una longitud total de 350 km està caracteritzat per una intensa activitat tectònica, que està partint en dues el continent africà, i es troba per sota del nivell mitjà del mar.
En els últims 200 000 anys, les aigües del mar Roig han envaït la depressió almenys en tres oportunitats, com ho demostren els diversos estrats de sal que es poden apreciar sobre el terreny. L'última d'aquestes invasions es va produir fa uns 80 000 anys. La invasió del mar de la depressió d'Àfar, segons opinen els geofísics, pot tornar a ocórrer en el futur, arribant a formar un nou mar.
El punt més alt de la depressió d'Àfar és el volcà Erta Ale, que en l'idioma local significa «muntanya fumejant». Aquest és un volcà de la llarga cadena dorsal de l'Àfrica oriental. La lava basàltica que eix del volcà Erta Ale és del mateix tipus de la qual emergeix dels volcans submarins. Les erupcions ocorregudes en el passat han cobert amb abundants capes d'aquesta lava de manera que la vegetació amb prou feines sobreviu.
Al cim del volcà Erta Ale es troba un dels pocs llacs permanents de lava fosa a la Terra, assolint una temperatura de fins a 1200 °C. En general, el flux de calor provinent del mantell no és suficient per mantenir la lava fosa en la superfície. Aquí també, de tant en tant, la calor disminueix fins a permetre que la superfície se solidifiqui formant una capa negra. De nit, quan la capa es trenca, es produeixen efectes espectaculars.

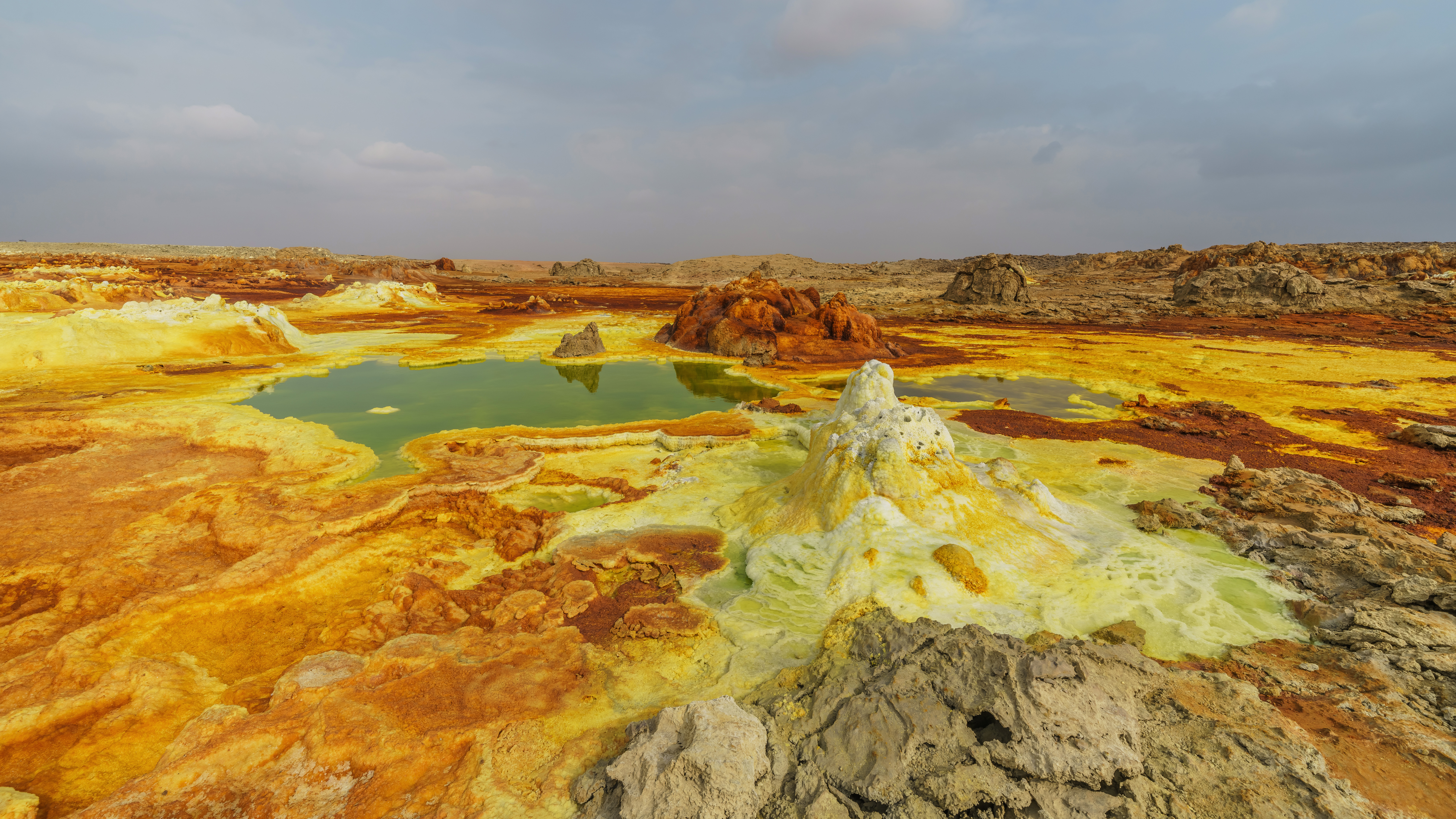
Danakil. Zona d'aigües termals amb alt contingut de sals i minerals.

La major part de la població d'Àfar es manté allunyada del volcà, considerat com l'estatge d'esperits malignes. 100 km al nord de l'Erta Ale, proper a la frontera amb Eritrea, es troba el cràter de Dallol, aquí el magma bull sota la superfície alimentant a un vast sistema de canals subterranis en els quals corre aigua a elevadíssimes temperatures; com a resultat es té una superfície de 1,6 km d'ample amb fonts d'aigües hidrotermals i guèisers amb alt tenor de sofre, que tenyeix el sòl de groc, barrejat amb terres vermelloses típiques dels sòls amb contingut de ferro oxidat. A pocs passos d'aquests paisatges multicolors, no obstant això, formacions seques i grises recorden l'efímer d'aquestes fonts d'aigua. En efecte, quan a causa d'un sisme o d'altres fenòmens naturals els canals subterranis s'obstrueixen, el flux colorit dels minerals desapareix en el gir d'un any.
El cràter de Dallol deu el seu aspecte surrealista a la pluja que s'infiltra en el sòl, en profunditat, en contacte amb el magma s'evapora i torna a la superfície travessant espessos estrats de sal que és dissolt pel seu passatge. La cristal·lització del sal en la superfície pot donar lloc a la formació d'estructures de grans dimensions o delicades estructures semblants a la closca d'un ou. D'aquestes, anomenades boques de ventilació, també emanen gasos que són tòxics tant per als animals que s'aturen al lloc com per als humans.
Aquest ambient nociu per a insectes, aus i mamífers és propici no obstant això per a una complexa comunitat de microbis que prosperen a les aigües àcides del Dallol. No sorprèn que aquestes comunitats terrestres presentin notables semblances amb comunitats submarines anàlogues en les proximitats de les dorsals oceàniques.